# 1643 Браун
1643 Браун (енгл. 1643 Brown) је астероид главног астероидног појаса са средњом удаљеношћу од Сунца која износи 2,488 астрономских јединица (АЈ).
Апсолутна магнитуда астероида је 12,8.
Астероид је откривен септембра 1951. године и име је добио по познатом британском математичару и астроному Ернесту Вилијаму Брауну.